# Prut, Noua Suliță
Prut (în ucraineană Прут, transliterat Prut, în rusă Прут și în germană Pruth) este un sat în raionul Noua Suliță din regiunea Cernăuți (Ucraina), depinzând administrativ de comuna Mahala. Are 397 locuitori, preponderent  români.
Satul este situat la o altitudine de 185 metri, în partea de sud-vest a raionului Noua Suliță.

## Istorie
Localitatea Prut a fost înființată după anul 1945, când Bucovina de Nord a fost reocupată de către URSS și integrată în componența RSS Ucrainene.
Începând din anul 1991, satul Prut face parte din raionul Noua Suliță al regiunii Cernăuți din cadrul Ucrainei independente. Conform recensământului din 1989, numărul locuitorilor care s-au declarat români plus moldoveni era de 289 (3+286), reprezentând 97,64% din populație . În prezent, satul are 397 locuitori, preponderent români.

## Populație
1989: 296 (recensământ)
2007: 397 (estimare)

## Demografie
Componența lingvistică a localității Prut
     Română (93,96%)
     Ucraineană (4,79%)
     Rusă (1,26%)
Conform recensământului din 2001, majoritatea populației localității Prut era vorbitoare de română (93,96%), existând în minoritate și vorbitori de ucraineană (4,79%) și rusă (1,26%).